# 泰宁路
泰宁路，元朝时设置的路。
泰宁路原是铁木哥斡赤斤后代辽王领地。元仁宗延祐二年（1315年）八月，把原金朝泰州（今吉林省白城市东南）设置泰宁府。延祐四年（1317年）二月，改为泰宁路，以泰宁县为属县。包括今大兴安岭以东至吉林省白城市等地。明朝初年在此地建立泰宁卫。